# فیجی لینک
فیجی لینک (به انگلیسی: Fiji Link) یک شرکت هواپیمایی با کد یاتا FJ است که در تاریخ ۲۰۰۶ میلادی تأسیس شده و در تاریخ ۲۰۰۶ فعالیتش را آغاز کرده‌است. دفتر مرکزی فیجی لینک در نادی، فیجی واقع شده‌است و قطب این شرکت هواپیمایی در فرودگاه بین‌المللی نادی قرار دارد و به ۱۳ مقصد، پرواز مستقیم انجام می‌دهد.